# 毛利光房
毛利 光房（もうり みつふさ）は、室町時代の安芸国の国人領主・毛利氏の第6代当主。

## 生涯
光房が出生する前に、父親の毛利広房が安芸西条にて討死し、祖父の元春の下で成長していくこととなる。
応永の安芸国人一揆の中で中心的な役割を果たし、光房は幕府からも一目置かれていた。しかし、一方では毛利家中で坂氏や麻原氏などの庶家が台頭してきており、毛利氏当主である光房の立場はきわめて不安定なものであった。
特に応永25年（1418年）の頃には、毛利氏惣領家と庶家との間の対立が激化しており、居城である吉田郡山城が庶家の軍勢から攻撃を受けるまでに至った。在京中にこの知らせを受けた光房は有力な庶家の一人・福原広世に嫡子・煕元の支援を依頼し、広世の救援で庶家を撃退することができた。一連の毛利家内紛に際しては近隣の国人領主・平賀氏はじめ宍戸氏、高橋氏らが調停に立ち、光房の嫡男・煕元とその後見役である福原広世、他の庶家との間で一応の和解が成立した。
光房の苦闘はこの後も続き、将軍足利義満の命令をうけて周防の大内盛見を攻め、九州にも遠征するなどしたが、永享8年（1436年）に九州の地において陣没した。